# E-Services
E-Services sind Dienstleistungen, die über das Internet mit Hilfe von Informations- und Kommunikationstechnologie (IuK) erbracht werden. E-Services sind selbständige, marktfähige Leistungen, die durch die Bereitstellung elektronischer Leistungsfähigkeiten des Anbieters (Potentialdimension) und durch die Integration eines externen Faktors mit Hilfe eines elektronischen Datenaustausches (Prozessdimension) an den externen Faktoren auf eine nutzenstiftende Wirkung (Ergebnisdimension) abzielen.

## Merkmale
Zu den besonderen Merkmalen gehört die Digitalisierung der kompletten Prozesskette:
- Digitalisierung des Produktes
- Digitalisierung der Kundenbeziehungen
- Digitalisierung der Organisation

## Abgrenzung
E-Services werden auf Grund der Neuartigkeit der Begriffsprägung oft mit E-Business verwechselt, dabei bildet dies nur den Oberbegriff aller zielgerichteten Aufgaben im elektronischen Bereich. Es gibt weitere Begriffspaare die eng verwandt sind, zum Beispiel E-Collaboration und E-Commerce, diese grenzen sich jedoch streng funktional ab. E-Service bezeichnet allein den Teil des E-Business, der rein digital umgesetzten Dienstleistungen. Zur Unterscheidung:
- E-Business: physikalische wie digitale Prozesse
- E-Service: ist die rein digitale Prozessierung